# Loreto (Agusan del Sur)
Loreto is een gemeente in de Filipijnse provincie Agusan del Sur op het eiland Mindanao. Bij de laatste census in 2007 had de gemeente bijna 35 duizend inwoners.

## Geografie

### Bestuurlijke indeling
Loreto is onderverdeeld in de volgende 17 barangays:
| - Binucayan - Johnson - Kasapa - Katipunan - Kauswagan - Magaud - Nueva Gracia - Poblacion - Sabud | - San Isidro - San Mariano - San Vicente - Santa Teresa - Santo Tomas - Santo Niño - Violanta - Waloe |

## Demografie
Loreto had bij de census van 2007 een inwoneraantal van 34.549 mensen. Dit zijn 3.184 mensen (10,2%) meer dan bij de vorige census van 2000. De gemiddelde jaarlijkse groei komt daarmee uit op 1,34%, hetgeen lager is dan het landelijk jaarlijks gemiddelde over deze periode (2,04%). Vergeleken met de census van 1995 is het aantal mensen met 10.527 (43,8%) toegenomen.

De bevolkingsdichtheid van Loreto was ten tijde van de laatste census, met 34.549 inwoners op 1462,74 km², 23,6 mensen per km².